# Brunico Communications
Brunico Communications — канадское издательство, специализирующееся на издании журналов. Компания специализируется в первую очередь на онлайн-журналах, в том числе журналы Playback, Realscreen, Kidscreen и Strategy. Компания также владеет и управляет Всемирным медиа-фестивалем в Банфе, одной из крупнейших в мире конференций кино- и телеиндустрии, с 2016 года.
Она также курирует вручение наград Kidscreen Awards, церемонию, посвящённую признанию выдающихся достижений в сфере молодёжных развлечений, включая категории дошкольных программ, программ для детей и молодёжи на телевидении и в кино.

## История
Компания была основана Джеймсом Шенкманом в 1986 году. Вскоре после безуспешной подачи заявки на получение лицензии Канадской комиссии по радио, телевидению и телекоммуникациям для радиостанции в Миссиссоге он обнаружил пробел в канадском освещении медиаиндустрии и основал компанию для запуска журнала Playback, освещающего канадское кино и телевидение. В 1989 году компания запустила журнал Strategy, освещающий рекламу и бизнес, а в 1996 году был запущен журнал Kidscreen, освещающий новости детского кино и телевидения.
В 2010 году журнал Playback перестал выходить в печатной форме, преобразовавшись в интернет-издание, а также был закрыт журнал Boards.
В 2016 году Brunico купила журнал Marketing (ранее бывший конкурентом журналу Strategy) у компании Rogers Media. Журнал был объединён с изданием Strategy.